# Армяно-индонезийские отношения
Армяно-индонезийские отношения — двусторонние дипломатические отношения между Арменией и Индонезией. Государства являются членами Азиатского банка развития, Всемирной торговой организации и Организации Объединённых Наций.

## История
22 сентября 1992 года были установлены официальные дипломатические отношения между государствами. Несмотря на это, Индонезия поддерживает позицию Азербайджана по Карабахскому конфликту на международных форумах.
Между странами функционирует двусторонний консультативный форум и 12 октября 2005 года было подписано соглашение об избежании двойного налогообложения. 8 августа 2012 года государства подписали соглашение об экономическом, научном и технологическом сотрудничестве. Соглашение о сотрудничестве в области образования и Соглашение о высшем образовании были подписаны 1 ноября 2016 года.
13 января 2020 года президент Индонезии Джоко Видодо заявил на двусторонней встрече в Абу-Даби с президентом Армении Арменом Саркисяном, что давние исторические связи двух государств должны быть преобразованы в двустороннее взаимовыгодное партнерство. Он также выделил приоритет расширения сотрудничества между Арменией и Индонезией в сфере информационных технологий.
22 сентября 2020 года министры иностранных дел Республики Армения и Республики Индонезия обменялись посланиями, посвященными 30-летию установления дипломатических отношений. Министр иностранных дел Армении Арарат Мирзоян подчеркнул развитие отношений и сотрудничества как на двусторонних, так и на многосторонних форумах. Он заявил, что совместными усилиями армяно-индонезийское сотрудничество может достичь новых высот. Индонезийская сторона отметила сотрудничество в рамках соглашения о свободной торговле, которое Индонезия и Евразийский экономический союз находилось на стадии разработки, а также тесные связи в сфере торговли и информационных технологий.
15 ноября 2023 года президент Армении Ваагн Хачатурян в Президентском дворце в Ереване принял верительную грамоту от посла Индонезии на Украине Арифа Басаламы. Президент Армении заявил о стремлении укрепить армяно-индонезийское экономическое сотрудничество. Посол Индонезии также подтвердил приверженность содействию увеличению инвестиций и торговли. Одним из способов, которым он планирует добиться этого, является проведение регулярных бизнес-форумов в Индонезии, таких как: Индонезия-Европа и Trade Expo Indonesia, которые представляют собой ежегодные мероприятия, целью которых является изучение перспектив торговли и инвестиций между двумя странами и привлечение армянских бизнесменов.

## Торговля
В 2018 году объём товарооборота между государствами составил сумму около 27 миллионов долларов США.
В 2021 году Армения экспортировала в Индонезию товаров на сумму 891 тыс. долларов США: ферросплавы (41,2 тыс. долларов США), чистое оливковое масло (23,4 тыс. долларов США) и другие пищевые продукты (773 тыс. долларов США). Армянский экспорт в Индонезию рос ежегодно на 9,67 % в течение последних 24 лет: с $97,1 тыс. в 1997 году до $891 тыс. в 2021 году. В 2021 году Индонезия экспортировала в Армению товаров на сумму 18,9 миллиона долларов США: кофе (10,9 миллиона долларов США), необработанная пластиковая пленка (1,51 миллиона долларов США) и машины для обработки камня (1,49 миллиона долларов США). За последние 24 года индонезийский экспорт в Армению вырос на 21,5 % в годовом исчислении: со 175 тысяч долларов США в 1997 году до 18,9 миллионов долларов США в 2021 году.

## Дипломатические представительства
- У Армении имеется посольство в Джакарте[7].
- Посольство Индонезии в Киеве представляет интересы страны и в Армении[8]. Тем не менее, Индонезия имеет почётное консульство в Ереване[9]. Правительство Армении предлагает Индонезии открыть посольство в Ереване с целью дальнейшего развития и укрепления двусторонних отношений[10].